# Torre d'estiueig del Carrer Ciutat de la Paz, 24 (Caldes d'Estrac)
Torre d'estiueig del Carrer Ciutat de la Paz, 24 és una casa de Caldes d'Estrac (Maresme).

## Descripció
Torre d'estiueig de planta baixa, dues plantes i cos de sortida a la coberta plana. La superfície del solar és de 542 metres quadrats, mentre que la superfície construïda és de 688 metres quadrats. Estil internacional. Comparteix mitgera amb les cases del carrer Ciutat de La Paz. Planta baixa i dues plantes, amb torre incorporada de tres pisos a mode de torre de guaita, amb excel·lents vistes a mar i muntanya. Jardí davanter i posterior. Varis accessos. Façana asimètrica, cantonera.

## Història
Casa situada en un dels conjunts més emblemàtics de la història de l'estiueig a Caldes.